# 未生斎一甫
未生斎 一甫（みしょうさい いっぽ、宝暦11年（1761年） - 文政7年（1824年））は、日本の華道家。未生流初代当主（流祖）。本名山村山碩。
若い頃より華道諸流の奥旨を渉猟し、特に江戸の地で遠州流から許された花名、一の字を用いる一甫を名乗った。やがて寛政年間（18世紀末）に江戸を離れ、諸国を行脚した末九州に赴き、その地で遠州挿花の複雑な理論を再構築し、長年研究した華道理論として7巻の伝書にまとめて、未生流を称えた。還暦を迎える頃、家元を二世広甫に譲り、自ら斎号に使っていた斎の字を庵の字に変え未生庵と号して再び放浪の旅に出て、文政7年（1824年）、大和で死去 。墓所は大阪市北区の日蓮宗本傳寺。